# آدا وليامز
آدا وليامز (بالإنجليزية: Ada Williams)‏ هي ممثلة أمريكية، ولدت في 2 يونيو 1913 في لويفيل في الولايات المتحدة، وتوفيت في 12 أغسطس 1975 في بلووينغ روك ‏ في الولايات المتحدة.

## وصلات خارجية
- آدا وليامز على موقع IMDb (الإنجليزية)
- آدا وليامز على موقع قاعدة بيانات الفيلم (الإنجليزية)